# Лашкар Гах
Лашкар Гах е град в провинция Хелманд, Южен Афганистан. Населението му е 201 546 жители (2006 г.). Намира се на 773 м н.в. в часова зона UTC+4:30. Разполага с летище. Името на града означава „казарми“. През града преминава река Хелманд, най-дългата в Афганистан.